# Cyraneczka (zwyczajna)
Cyraneczka zwyczajna, cyraneczka (Anas crecca) – gatunek wędrownego ptaka wodnego z rodziny kaczkowatych (Anatidae). Przeloty w marcu–kwietniu oraz sierpniu–październiku.

## Systematyka
Wyróżniono dwa podgatunki A. crecca:
- cyraneczka zwyczajna (A. crecca crecca) – cała Europa aż po Ural oraz pas klimatu umiarkowanego i subpolarnego w Azji, ponadto Aleuty. Zimuje w południowo-zachodniej Europie i wybrzeżach Wielkiej Brytanii, Afryce i Azji Południowej.
- cyraneczka karolińska (A. crecca carolinensis) – północna Nearktyka. Część systematyków traktuje ją jako odrębny gatunek[7][8].

Podgatunek nimia, do którego proponowano zaliczyć populację z Aleutów, został zsynonimizowany z podgatunkiem nominatywnym. 

## Morfologia

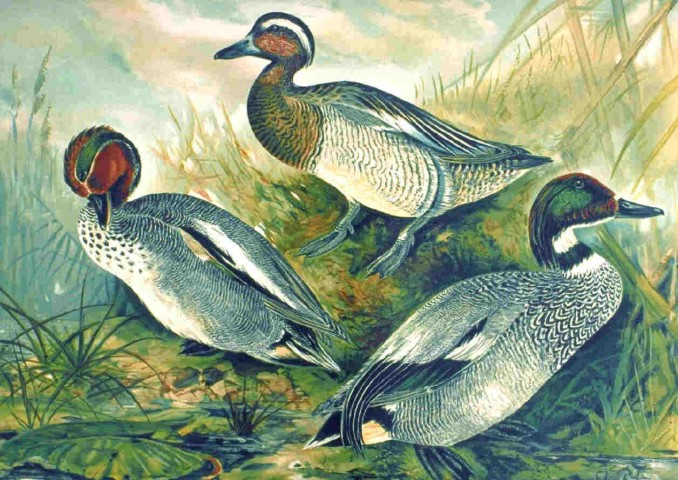
Dla porównania cyraneczka (z lewej), cyranka (w środku z góry) i czuprynka (z prawej)

Cechy gatunkuNajmniejsza kaczka pływająca Europy. Samiec w szacie godowej ma kasztanowatą głowę i górną część szyi. Bok głowy z zielono-czarnym pasem z połyskiem, od koloru kasztanowego oddziela tę plamę żółto-biała otoczka, które następnie łączy się u nasady dzioba. Pierś kremowa z ciemnymi cętkami. Grzbiet i boki sinoszare z drobnym poprzecznym prążkowaniem. Tył grzbietu szarobrązowy. Na skrzydle lusterko w kolorze zielonkawej plamy na głowie, u obu płci. Samica z wierzchu brązowa z ciemnym cętkowanym deseniem. Spód biały. Podobnie wyglądają młodociane i samiec w szacie spoczynkowej.
Spotkać ją można w stadach mieszanych z innymi kaczkami, ale trzyma się wtedy w osobnych grupkach. Wyróżnia się tym, że rzadko wyciąga szyję i jest mniejsza od reszty. Kaczor odzywa się wysokim „krek”, a kaczka szybko powtarzającym się „ke ke ke”.
Wymiary średnie
- Długość ciała ok. 30–43 cm
- Długość skrzydła 16–20 cm
- Rozpiętość skrzydeł 58–65 cm
- Masa ciała 200–450 g

## Ekologia

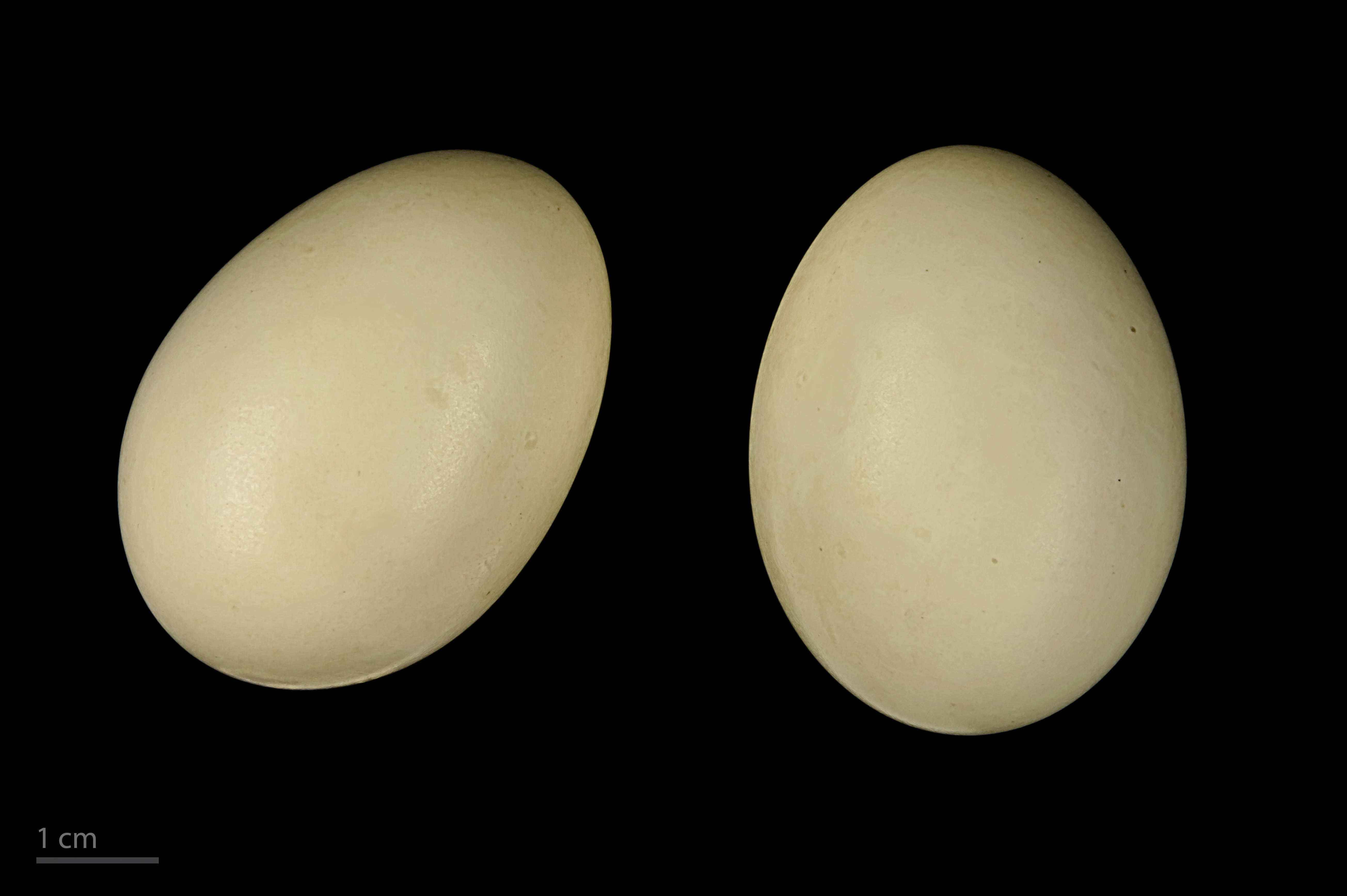
Jaja

BiotopRóżnorodne śródlądowe porośnięte roślinnością zbiorniki wodne, preferuje jednak niewielkie, gęsto zarośnięte oczka, stawy, rzeki o powolnym nurcie, bagna.
TokiPojawia się na wiosnę po stopieniu lodów. Dobierają się w pary wśród zimujących stad, więc przylatują parami. Toki są bardzo hałaśliwe, do tego stopnia, że słychać cały dźwięczny chór nawoływań. Odbywają się grupowo już na jesieni, a w odróżnieniu od krzyżówki każdy samiec aktywnie poszukuje samicy.
GniazdoNa lądzie, w pewnym oddaleniu od wody, ukryte w gęstej roślinności, trawie, turzycach, trzcinach i pałkach oraz pod krzakami. Budowane przez samicę. Stanowi je płytka jamka wysłana częściami roślin, które zbierze w pobliżu. Stopniowo w czasie wysiadywania wyścieła je ciemnym puchem i jasnymi piórami z dwoma ciemnymi plamkami.
JajaW ciągu roku wyprowadza jeden lęg, składając w maju–czerwcu 5–16 jaj (zwykle 8–11) w kolorze żółtobiałym z zielonkawym odcieniem.
Okres lęgowyJaja wysiadywane „twardo” przez okres 21–23 dni przez samicę. Odlatuje z niego w razie niebezpieczeństwa lub zakłócenia spokoju dopiero w ostatniej chwili. Samiec w tym czasie znajduje się na wodzie w pobliżu gniazda. Pisklęta są zagniazdownikami. Potomstwem opiekuje się wyłącznie samica, która prowadzi kaczęta od razu po obeschnięciu nad wodę. W pierwszych dniach po wykluciu wraca z nimi do gniazda dla odpoczynku. Pisklęta w puchu są bardzo podobne do młodych kaczki krzyżówki, choć są mniejsze i mają ciemny pasek pod okiem. Z końcem lata i na jesieni cyraneczki zbierają się w stada, które liczą tysiące osobników. Na zimowiska odlatują we wrześniu lub październiku. Dojrzałość płciową osiągają ok. 1 roku życia.
PożywienieWiosną i latem to głównie pokarm zwierzęcy, jesienią i zimą – roślinny. Pożywienia szukają w wodzie, w płytkim mule i szlamie, przegrzebując dno.

## Status i ochrona
W Czerwonej księdze gatunków zagrożonych Międzynarodowej Unii Ochrony Przyrody (IUCN) został zaliczony do kategorii LC (najmniejszej troski). IUCN od 2020 roku uznaje cyraneczkę karolińską za osobny gatunek i również zalicza go do kategorii najmniejszej troski. Liczebność światowej populacji cyraneczki (A. crecca crecca) szacuje się na około 2,8 miliona dorosłych osobników, a cyraneczki karolińskiej (A. crecca carolinensis) na około 3,9 miliona dorosłych osobników.
W Polsce gatunek łowny od 1 września do 31 grudnia. W latach 2013–2018 liczbę par lęgowych na terenie kraju szacowano na 1300–1700. Ze względu na niewielką liczebność polskiej populacji lęgowej cyraneczki oraz potwierdzony spadek liczebności populacji lęgowych w Finlandii i Rosji (zimujących m.in. w Polsce i stanowiących tu zapewne główny przedmiot polowań), Polski Komitet Krajowy Międzynarodowej Unii Ochrony Przyrody (IUCN) w maju 2019 r. przyjął uchwałę wzywającą do objęcia jej ścisłą ochroną gatunkową.